# Cyanopterus sanguinosus
Cyanopterus sanguinosus är en stekelart som först beskrevs av Holmgren 1868.  Cyanopterus sanguinosus ingår i släktet Cyanopterus och familjen bracksteklar. Inga underarter finns listade i Catalogue of Life.